# Université technique de l'Uttar Pradesh
L'université technique de l'Uttar Pradesh (en hindi : उत्तर प्रदेश प्राविधिक विश्वविद्यालय) est une université située à Lucknow en Inde. Elle est créée en 2000.